# Richie Fallows
Richie Fallows (* 17. Juni 1995 in London) ist ein ehemaliger englischer Squashspieler.

## Karriere
Richie Fallows begann seine Karriere im Jahr 2012 und gewann neun Turniere auf der PSA World Tour. Seine höchste Platzierung in der Weltrangliste erreichte er mit Rang 50 im Dezember 2017. Der größte Erfolg in seiner Juniorenzeit gelang ihm 2014 mit dem Gewinn der Europameisterschaft. 2017 qualifizierte er sich erstmals für das Hauptfeld der Weltmeisterschaft.

## Erfolge
- Gewonnene PSA-Titel: 9